# SnowWorld Amnéville
SnowWorld Amnéville (anciennement connu sous le nom de Snowhall d'Amnéville) est un complexe touristique et sportif situé à Amnéville sur un ancien crassier comprenant une piste de ski intérieure.

## Présentation
La piste est maintenue à une température de −2 °C. Des inclinaisons différentes de la pente oscillent entre 20 et 25 % : 620 mètres pour 35 mètres de large avec une pente de 20 %, l’équivalent d’une verte, et 50 mètres à 10 % pour les enfants et les débutants.
Le dénivelé est de 90 mètres et la remontée se fait par un téléski. Le Snowhall dispose également d'un tapis roulant afin de remonter la piste pour débutants. Les barres de slide et des kicks (bosses), sont aussi présents pour les amateurs de freestyle.
Le site est une des destinations les plus fréquentées de Lorraine avec Walygator Parc, la cathédrale Saint-Étienne de Metz et le parc zoologique d'Amnéville.
Données :
- surface : 20 000 m2
- longueur : 620 mètres
- largeur : 35 mètres
- dénivelé : 92 mètres
- 20 canons à neige

La piste de ski couverte a été inaugurée en 2005 et a fait l'objet en 2008 de travaux d'extension pour qu'elle reste la piste couverte la plus longue du monde. Le coût total des travaux est estimé à 20 M€ HT.
De 2009 à 2018, la régie municipale chargée de l'exploitation n'est pas en mesure de faire face à l'ensemble des charges. Dans son rapport annuel 2016, la Cour des comptes préconise de cesser l'exploitation de cette piste de ski dans les plus brefs délais.
En novembre 2018, la gestion du Snowhall est confiée par DSP à la SPL Destination Amnéville, la mairie d'Amneville-Les-Thermes restant propriétaire de l'équipement. La dite SPL confie dès lors l'exploitation du complexe de ski indoor au groupe Labellemontagne, gestionnaire de stations de ski en France et en Italie.
Le 7 septembre 2021, la mairie d'Amnéville annonce que l'exploitation de la piste est reprise par la société nééerlandaise SnowWorld en lieu et place de Labellemontagne. SnowWorld gère déjà 6 pistes de ski indoor en Belgique et aux Pays-Bas. À cette occasion, le Snowhall change de nom et devient SnowWorld Amnéville.

## Compétitions nationales et internationales

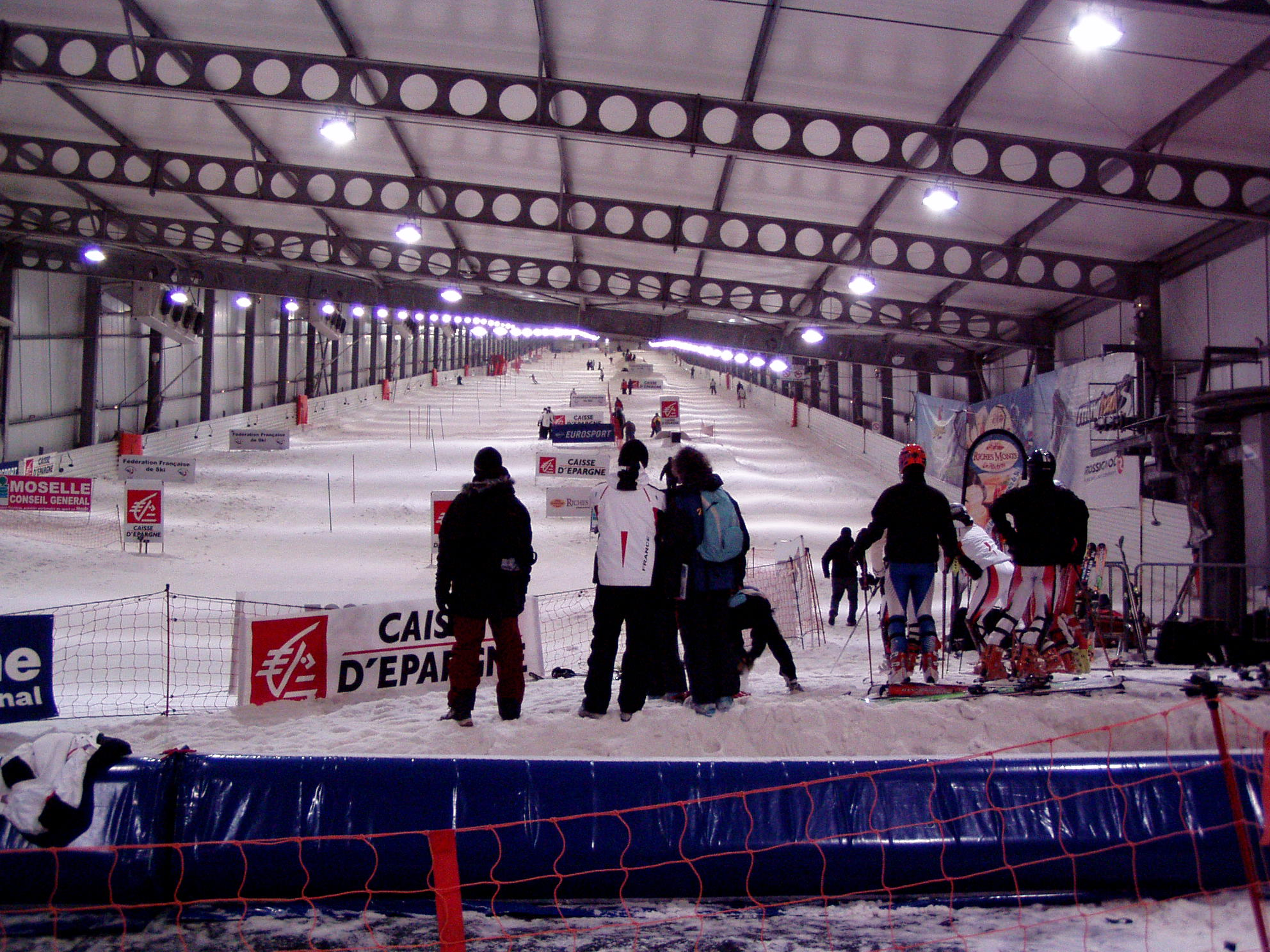
Snow hall d'Amnéville

### Championnats de France de ski indoor
Deux éditions des championnats de France de ski indoor ont été organisés (slalom parallèle).
En 2007, Julien Lizeroux l'emportait chez les hommes devant Jean-Baptiste Grange et Lucas Falcoz, alors que Sandrine Aubert devançait Nastasia Noens et Anne-Sophie Barthet chez les femmes.
En 2008, Pierre Paquin l'emportait chez les hommes devant Jean-Baptiste Grange et Stéphane Tissot, alors que Marion Pellissier devançait Sandrine Aubert et Nastasia Noens chez les femmes.

### Championnats d'Europe de ski indoor
Une seule édition a été organisée en 2009. Jean-Baptiste Grange l'a emporté chez les hommes, devant Christof Innerhofer et Manfred Moelgg, alors que Veronica Zuzulova devançait Nastasia Noens et Marion Pellissier chez les femmes.

### FISMasters Cup
La première manche de cette compétition réservée aux plus de trente ans a été organisée les 11 et 12 novembre 2017.